# Elecciones federales de Canadá de 2019
Las elecciones federales de Canadá de 2019 (formalmente, la 43.ª elección general de Canadá) se celebraron el 21 de octubre, para elegir a los 338 miembros de la Cámara de los Comunes.
El Partido Liberal, liderado por el primer ministro Justin Trudeau, ganó 157 escaños, suficientes para formar un gobierno en minoría, y perdió la mayoría obtenida en las elecciones de 2015. Los liberales perdieron en el voto popular ante los conservadores, lo que marca la segunda vez que en la historia de Canadá un partido gobernante forma un gobierno con menos del 35 % del voto popular nacional. Los liberales recibieron el porcentaje más bajo del voto popular para un partido gobernante en la historia del país.
Tras la elección, Trudeau descartó la formación de una coalición y modificó la composición de su gabinete.

## Sistema electoral
La Cámara de los Comunes está compuesta por 338 miembros, electa por el pueblo a razón de un miembro por cada uno de los 338 distritos electorales por mayoría simple. Este sistema se conoce como escrutinio mayoritario uninominal, (en inglés, first-past-the-post) y es utilizado tanto en el Reino Unido como en los Estados Unidos.

## Resultados
Al obtener 157 bancas, los Liberales obtuvieron la mayoría simple de escaños en la Cámara de los Comunes, permitiendo que formen un gobierno, a pesar de quedar cortos del gobierno mayoritario que obtuvieron en 2015.
Los Liberales, liderados por el Primer ministro Justin Trudeau obtuvieron la mayor cantidad de bancas, 157, permitiendo que formen un gobierno minoritario. 
Los Conservadores, bajo el liderazgo de Andrew Scheer, permanecieron como la oposición oficial y, con 121 bancas, formaron la oposición más grande en la historia canadiense. 
El Bloc québécois ganó 32 bancas bajo Yves-François Blanchet, el mejor resultado para el partido desde 2008, y obtuvo estatus oficial en el Parlamento después de haberlo perdido en 2011. 
Mientras que el Nuevo Partido Democrático bajo Jagmeet Singh fue reducido a tan solo 24 bancas, su peor resultado desde 2004. 
El Verdes obtuvo el mejor resultado en su historia, ganando en 3 distritos, mientras que la exministra Jody Wilson-Raybould fue reelecta en su distrito de Vancouver Granville como una Independiente, la primera de este tipo en lograrlo desde 2008. 
El recién creado Partido Popular, por su parte, perdió su único escaño, aquel de su líder Maxime Bernier. Por fuera de Bernier, todos los otros líderes fueron reelectos en sus distritos.
Por la primera vez en la historia canadiense, ningún partido obtuvo más de 35% del voto. Los Conservadores obtuvieron la pluralidad de votos, con 34.4%, a pesar de quedar 36 escaños detrás de los Liberales, que lograron obtener 33.1% del voto.
El voto Liberal fue más fuerte en el Este y en Columbia Británica. En Ontario, los Liberales obtuvieron la mayor cantidad de diputados, con 79 escaños, mientras que en Quebec lograron 35 escaños. En la Canadá Atlántica, obtuvieron 26 de los 32 escaños de la región. En el oeste, sin embargo, solo ganaron 15 de los 104 escaños de la región, perdiendo toda la representación en las provincias de Alberta y Saskatchewan.
Los Conservadores obtuvieron una aplastante victoria en el oeste, ganando 54 de los 62 escaños en las provincias praderas. Notablemente, lograron desterrar al entonces ministro de Seguridad Pública Ralph Goodale en su distrito de Regina.
Los otros partidos obtuvieron resultados mixtos. El BQ por su parte ganó 32 de los 78 escaños en la provincia de Quebec, mientras que el NDP fue reducido a tan solo 1 diputado en aquella provincia. Los Verdes obtuvieron por primera vez representación fuera de Columbia Británica con la victoria de Jenica Atwin en Nueva Brunswick.
|  | 33.12 % |

|  | 34.34 % |

|  | 7.63 % |

|  | 15.98 % |

|  | 6.55 % |

|  | 1.62 % |

|  | 0.42 % |

|  | 0.34 % |

|  | 99.02 % |

|  | 0.98 % |

|  | 100.00 % |

|  | 67.03 % |

##### Resultados por provincias

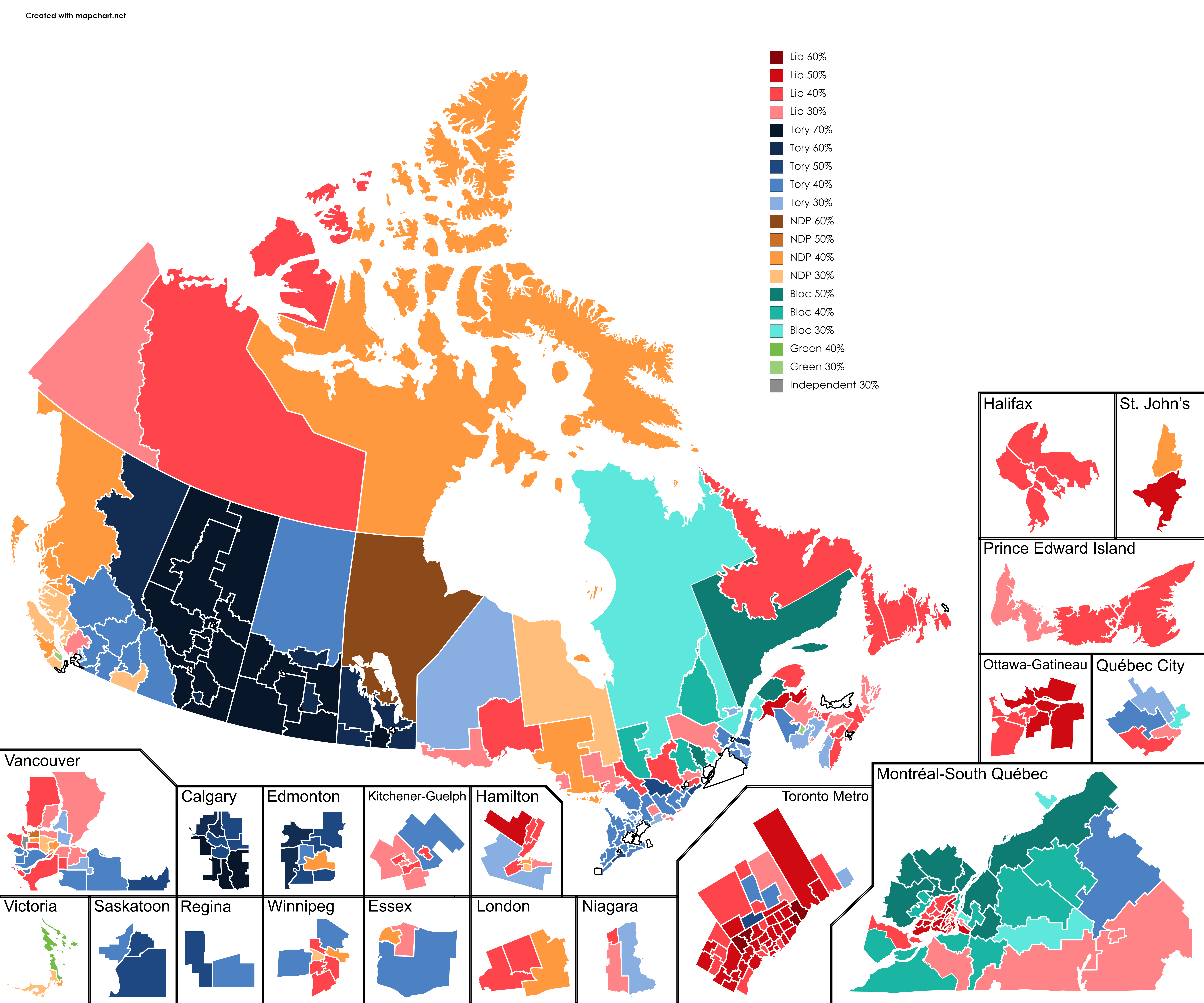
Porcentaje de votación por distrito electoral.

|                                    |                               |           |       |        |             |
| Columbia Británica 42 bancas       |                               |           |       |        |             |
| Partido                            | Partido                       | Votos     | %     | Bancas | +/–         |
|                                    | Partido Conservador de Canadá | 811.490   | 33.99 | 17/42  | 7           |
|                                    | Partido Liberal de Canadá     | 624.689   | 26.16 | 11/42  | 6           |
|                                    | Nuevo Partido Democrático     | 583.437   | 24.43 | 11/42  | 3           |
|                                    | Partido Verde de Canadá       | 297.853   | 12.47 | 2/42   | 1           |
|                                    | Partido Popular de Canadá     | 39.507    | 1.65  | 0/42   | Sin cambios |
|                                    | Otros                         | 30.790    | 1.29  | 1/42   | 1           |
| Votos válidos                      | Votos válidos                 | 2.387.766 | 99.36 |        |             |
| Votos en blanco/anulados           | Votos en blanco/anulados      | 15.273    | 0.64  |        |             |
| Total de votos                     | Total de votos                | 2.403.039 | 100   |        |             |
| Alberta 34 bancas                  |                               |           |       |        |             |
| Partido                            | Partido                       | Votos     | %     | Bancas | +/–         |
|                                    | Partido Conservador de Canadá | 1.438.233 | 69.05 | 33/34  | 4           |
|                                    | Nuevo Partido Democrático     | 241.376   | 11.58 | 1/34   | Sin cambios |
|                                    | Partido Liberal de Canadá     | 288.010   | 13.83 | 0/34   | 4           |
|                                    | Partido Verde de Canadá       | 59.271    | 2.85  | 0/34   | Sin cambios |
|                                    | Partido Popular de Canadá     | 46.672    | 2.24  | 0/34   | Sin cambios |
|                                    | Otros                         | 9.399     | 0.45  | 0/34   | Sin cambios |
| Votos válidos                      | Votos válidos                 | 2.082.961 | 99.47 |        |             |
| Votos en blanco/anulados           | Votos en blanco/anulados      | 11.020    | 0.53  |        |             |
| Total de votos                     | Total de votos                | 2.093.981 | 100   |        |             |
| Saskatchewan 14 bancas             |                               |           |       |        |             |
| Partido                            | Partido                       | Votos     | %     | Bancas | +/–         |
|                                    | Partido Conservador de Canadá | 372.904   | 64.00 | 14/14  | 4           |
|                                    | Nuevo Partido Democrático     | 114.213   | 19.60 | 0/14   | 3           |
|                                    | Partido Liberal de Canadá     | 68.200    | 11.71 | 0/14   | 1           |
|                                    | Partido Verde de Canadá       | 14.991    | 2.57  | 0/14   | Sin cambios |
|                                    | Partido Popular de Canadá     | 10.457    | 1.79  | 0/14   | Sin cambios |
|                                    | Otros                         | 1.865     | 0.32  | 0/14   | Sin cambios |
| Votos válidos                      | Votos válidos                 | 582.630   | 99.33 |        |             |
| Votos en blanco/anulados           | Votos en blanco/anulados      | 3.906     | 0.67  |        |             |
| Total de votos                     | Total de votos                | 586.536   | 100   |        |             |
| Manitoba 14 bancas                 |                               |           |       |        |             |
| Partido                            | Partido                       | Votos     | %     | Bancas | +/–         |
|                                    | Partido Conservador de Canadá | 267.811   | 45.22 | 7/14   | 2           |
|                                    | Partido Liberal de Canadá     | 156.727   | 26.46 | 4/14   | 3           |
|                                    | Nuevo Partido Democrático     | 123.331   | 20.82 | 3/14   | 1           |
|                                    | Partido Verde de Canadá       | 30.435    | 5.14  | 0/14   | Sin cambios |
|                                    | Partido Popular de Canadá     | 9.988     | 1.69  | 0/14   | Sin cambios |
|                                    | Otros                         | 3.947     | 0.67  | 0/14   | Sin cambios |
| Votos válidos                      | Votos válidos                 | 592.239   | 99.37 |        |             |
| Votos en blanco/anulados           | Votos en blanco/anulados      | 3.759     | 0.63  |        |             |
| Total de votos                     | Total de votos                | 595.998   | 100   |        |             |
| Ontario 121 bancas                 |                               |           |       |        |             |
| Partido                            | Partido                       | Votos     | %     | Bancas | +/–         |
|                                    | Partido Liberal de Canadá     | 2.863.944 | 41.55 | 79/121 | 1           |
|                                    | Partido Conservador de Canadá | 2.278.092 | 33.05 | 36/121 | 3           |
|                                    | Nuevo Partido Democrático     | 1.158.727 | 16.81 | 6/121  | 2           |
|                                    | Partido Verde de Canadá       | 429.677   | 6.23  | 0/121  | Sin cambios |
|                                    | Partido Popular de Canadá     | 108.428   | 1.57  | 0/121  | Sin cambios |
|                                    | Otros                         | 53.768    | 0.78  | 0/121  | Sin cambios |
| Votos válidos                      | Votos válidos                 | 6.892.636 | 99.20 |        |             |
| Votos en blanco/anulados           | Votos en blanco/anulados      | 55.587    | 0.80  |        |             |
| Total de votos                     | Total de votos                | 6.948.223 | 100   |        |             |
| Quebec 78 bancas                   |                               |           |       |        |             |
| Partido                            | Partido                       | Votos     | %     | Bancas | +/–         |
|                                    | Partido Liberal de Canadá     | 1.468.603 | 34.28 | 35/78  | 5           |
|                                    | Bloc québécois                | 1.387.030 | 32.37 | 32/78  | 22          |
|                                    | Partido Conservador de Canadá | 684.661   | 15.98 | 10/78  | 2           |
|                                    | Nuevo Partido Democrático     | 464.414   | 10.84 | 1/78   | 15          |
|                                    | Partido Verde de Canadá       | 193.420   | 4.51  | 0/78   | Sin cambios |
|                                    | Partido Popular de Canadá     | 62.951    | 1.47  | 0/78   | Sin cambios |
|                                    | Otros                         | 23.259    | 0.54  | 0/78   | Sin cambios |
| Votos válidos                      | Votos válidos                 | 4.284.338 | 98.26 |        |             |
| Votos en blanco/anulados           | Votos en blanco/anulados      | 75.692    | 1.74  |        |             |
| Total de votos                     | Total de votos                | 4.360.030 | 100   |        |             |
| Nueva Brunswick 10 bancas          |                               |           |       |        |             |
| Partido                            | Partido                       | Votos     | %     | Bancas | +/–         |
|                                    | Partido Liberal de Canadá     | 164.970   | 37.52 | 6/10   | 4           |
|                                    | Partido Conservador de Canadá | 144.229   | 32.79 | 3/10   | 3           |
|                                    | Partido Verde de Canadá       | 75.738    | 17.22 | 1/10   | 1           |
|                                    | Nuevo Partido Democrático     | 41.212    | 9.37  | 0/10   | Sin cambios |
|                                    | Partido Popular de Canadá     | 8.926     | 2.03  | 0/10   | Sin cambios |
|                                    | Otros                         | 4.735     | 1.08  | 0/10   | Sin cambios |
| Votos válidos                      | Votos válidos                 | 439.810   | 98.98 |        |             |
| Votos en blanco/anulados           | Votos en blanco/anulados      | 4.546     | 1.02  |        |             |
| Total de votos                     | Total de votos                | 444.356   | 100   |        |             |
| Nueva Escocia 11 bancas            |                               |           |       |        |             |
| Partido                            | Partido                       | Votos     | %     | Bancas | +/–         |
|                                    | Partido Liberal de Canadá     | 221.087   | 41.41 | 10/11  | 1           |
|                                    | Partido Conservador de Canadá | 137.300   | 25.72 | 1/11   | 1           |
|                                    | Nuevo Partido Democrático     | 100.853   | 18.89 | 0/11   | Sin cambios |
|                                    | Partido Verde de Canadá       | 58.674    | 10.99 | 0/11   | Sin cambios |
|                                    | Partido Popular de Canadá     | 6.260     | 1.17  | 0/11   | Sin cambios |
|                                    | Otros                         | 9.748     | 1.83  | 0/11   | Sin cambios |
| Votos válidos                      | Votos válidos                 | 533.922   | 99.11 |        |             |
| Votos en blanco/anulados           | Votos en blanco/anulados      | 4.816     | 0.89  |        |             |
| Total de votos                     | Total de votos                | 538.738   | 100   |        |             |
| Isla del Príncipe Eduardo 4 bancas |                               |           |       |        |             |
| Partido                            | Partido                       | Votos     | %     | Bancas | +/–         |
|                                    | Partido Liberal de Canadá     | 37.300    | 43.73 | 4/4    | Sin cambios |
|                                    | Partido Conservador de Canadá | 23.321    | 27.34 | 0/4    | Sin cambios |
|                                    | Partido Verde de Canadá       | 17.817    | 20.89 | 0/4    | Sin cambios |
|                                    | Nuevo Partido Democrático     | 6.444     | 7.56  | 0/4    | Sin cambios |
|                                    | Otros                         | 412       | 0.48  | 0/4    | Sin cambios |
| Votos válidos                      | Votos válidos                 | 85.294    | 98.76 |        |             |
| Votos en blanco/anulados           | Votos en blanco/anulados      | 1.068     | 1.24  |        |             |
| Total de votos                     | Total de votos                | 86.362    | 100   |        |             |
| Terranova y Labrador 7 bancas      |                               |           |       |        |             |
| Partido                            | Partido                       | Votos     | %     | Bancas | +/–         |
|                                    | Partido Liberal de Canadá     | 109.148   | 44.87 | 6/7    | 1           |
|                                    | Nuevo Partido Democrático     | 57.664    | 23.70 | 1/7    | 1           |
|                                    | Partido Conservador de Canadá | 67.962    | 27.94 | 0/7    | Sin cambios |
|                                    | Partido Verde de Canadá       | 7.617     | 3.13  | 0/7    | Sin cambios |
|                                    | Partido Popular de Canadá     | 335       | 0.14  | 0/7    | Sin cambios |
|                                    | Otros                         | 552       | 0.23  | 0/7    | Sin cambios |
| Votos válidos                      | Votos válidos                 | 243.278   | 98.54 |        |             |
| Votos en blanco/anulados           | Votos en blanco/anulados      | 3.611     | 1.46  |        |             |
| Total de votos                     | Total de votos                | 246.889   | 100   |        |             |
| Yukon 1 banca                      |                               |           |       |        |             |
| Partido                            | Partido                       | Votos     | %     | Bancas | +/–         |
|                                    | Partido Liberal de Canadá     | 7.034     | 33.47 | 1/1    | Sin cambios |
|                                    | Partido Conservador de Canadá | 6.881     | 32.74 | 0/1    | Sin cambios |
|                                    | Nuevo Partido Democrático     | 4.617     | 21.97 | 0/1    | Sin cambios |
|                                    | Partido Verde de Canadá       | 2.201     | 10.47 | 0/1    | Sin cambios |
|                                    | Partido Popular de Canadá     | 284       | 1.35  | 0/1    | Sin cambios |
| Votos válidos                      | Votos válidos                 | 21.017    | 99.37 |        |             |
| Votos en blanco/anulados           | Votos en blanco/anulados      | 133       | 0.63  |        |             |
| Total de votos                     | Total de votos                | 21.150    | 100   |        |             |
| Territorios del Noroeste 1 banca   |                               |           |       |        |             |
| Partido                            | Partido                       | Votos     | %     | Bancas | +/–         |
|                                    | Partido Liberal de Canadá     | 6.467     | 39.70 | 1/1    | Sin cambios |
|                                    | Partido Conservador de Canadá | 4.157     | 25.52 | 0/1    | Sin cambios |
|                                    | Nuevo Partido Democrático     | 3.640     | 22.34 | 0/1    | Sin cambios |
|                                    | Partido Verde de Canadá       | 1.731     | 10.63 | 0/1    | Sin cambios |
|                                    | Partido Popular de Canadá     | 296       | 1.82  | 0/1    | Sin cambios |
| Votos válidos                      | Votos válidos                 | 16.291    | 99.24 |        |             |
| Votos en blanco/anulados           | Votos en blanco/anulados      | 125       | 0.76  |        |             |
| Total de votos                     | Total de votos                | 16.416    | 100   |        |             |
| Nunavut 1 banca                    |                               |           |       |        |             |
| Partido                            | Partido                       | Votos     | %     | Bancas | +/–         |
|                                    | Nuevo Partido Democrático     | 3.861     | 40.84 | 1/1    | 1           |
|                                    | Partido Liberal de Canadá     | 2.918     | 30.87 | 0/1    | 1           |
|                                    | Partido Conservador de Canadá | 2.469     | 26.12 | 0/1    | Sin cambios |
|                                    | Partido Verde de Canadá       | 206       | 2.18  | 0/1    | Sin cambios |
| Votos válidos                      | Votos válidos                 | 9.454     | 99.08 |        |             |
| Votos en blanco/anulados           | Votos en blanco/anulados      | 88        | 0.92  |        |             |
| Total de votos                     | Total de votos                | 9.542     | 100   |        |             |